# جدعون ساني
جدعون ساني (بالإنجليزية: Gideon Adinoy Sani)‏ هو لاعب كرة قدم نيجيري في مركز الهجوم، ولد في 8 يونيو 1990 في لاغوس في نيجيريا. لعب مع نادي بلدية آكهيسار سبور.

## وصلات خارجية
- جدعون ساني على موقع اتحاد تركيا (لاعب) (الإنجليزية)
- جدعون ساني على موقع قاعدة بيانات كرة القدم.إي يو (الإنجليزية)
- جدعون ساني على موقع عالم كرة القدم.نت (الإنجليزية)